# 貞方希久子
貞方希久子（1982年7月25日—），日本女性動畫師、人物設計師。出身於長崎縣五島列島。丈夫吉原達矢為動畫師、演出家。

## 人物簡介
現在是自由身。2003年從代代木動畫學院福岡分校畢業之後，進入動畫公司GAINAX任職（2011年離職）。2005年，當時23歳的貞方以電視動畫《魔界女王候補生》負責第20話作畫監督出道。而且在女性動畫師之中帶著圓潤可愛的畫風是她的特徵，因此在2007年的電視動畫《天元突破 紅蓮螺巖》擔任作畫監督時，其作品主角西蒙在每一集則是以可愛模樣的畫風呈現。2008年與同行久保田誓共同擔任人物設定的電視動畫《屍姫 赫》是她擔任人物設定的處女作。

## 主要參加作品

### 電視動畫
2000年代
- 魔力女管家系列
  - 魔力女管家 夏日TV特別篇「我認為好色是不對的！」（2003年，動畫）
  - 魔力女管家特別篇 我回來了◆歡迎回來（2009年，ED分鏡、演出、作畫監督、原畫）
- 醜陋美世界（2004年，原畫）
- 學園愛麗絲（2004年，原畫）
- 我的主人（2005年，原畫、OP原畫）
- 今日大魔王！（2005年，原畫）
- 魔界女王候補生（2005年－2006年，作畫監督[注 1]、原畫、ED2作畫監督、OP&ED原畫）
- BLACK CAT（2005年－2006年，原畫、第二原畫）
- 到另一個你的身邊去（2005年－2006年，原畫）
- 不可思議星球的☆雙胞胎公主Gyu！（2006年，原畫）
- 學園天堂 BOY'S LOVE HYPER！（2006年，原畫）
- 櫻蘭高校男公關部（2006年，原畫、第2原畫）
- 武裝鍊金（2006年，原畫）
- 家庭教師HITMAN REBORN！（2006年，原畫）
- 魔法老師!?（2006年－2007年，第二原畫）
- 天元突破 紅蓮螺巖（2007年，分鏡、人物作畫監督、原畫、第二原畫、OP原畫、過場動畫）
- 電腦線圈（2007年，原畫）
- 我愛美樂蒂：輕鬆舒暢♪（2007年－2008年，原畫）
- 帝托拉傳奇（2007年－2008年，第2原畫）
- 旋風管家（2007年－2008年，原畫）
- BLUE DRAGON系列
  - BLUE DRAGON （2007年－2008年，原畫、OP2原畫、ED4作畫監督）
  - BLUE DRAGON 天界的七龍（2008年，OP原畫）
- 灼眼的夏娜II（2007年，原畫）
- 狼與辛香料（2008年，原畫）
- 俗·絕望先生（2008年，作畫監督、原畫）
- 純情羅曼史系列
  - 純情羅曼史（2008年，原畫）
  - 純情羅曼史2（2008年，OP原畫）
- 狂亂家族日記（2008年，原畫）
- 迷宮塔 ～烏魯克之盾～（2008年，原畫）
- 屍姬系列（人物設定[注 2]
  - 屍姬 赫（2008年，作畫監督、ED作畫監督）
  - 屍姬 玄（2009年，作畫監督、原畫、ED作畫監督）
- 海物語 ～有你相伴～ （2009年，原畫）
- 東京地震8.0（2009年，原畫）
- 貓願三角戀（2009年，原畫）

2010年代
- 青春CUP（2010年，原畫）
- 信蜂（2010年，原畫）
- 戰鬥司書 The Book of Bantorra （2010年，原畫）
- 薄櫻鬼（2010年，原畫、OP原畫）
- 無法掙脫的背叛（2010年，原畫、OP原畫）
- 四疊半神話大系（2010年，原畫）
- 少女妖怪 石榴（2010年，原畫、OP原畫）
- SKET DANCE（2011年，作畫監督、第8話劇中動畫人物設定、作畫監督補佐、OP原畫）
- 世界一初戀（2011年，OP原畫）
- 迷茫管家與膽怯的我（2011年，OP原畫）
- 轉吧！企鵝罐（2011年，原畫）
- 偶像大師（2011年，原畫）
- 丹特麗安的書架（2011年，原畫）
- 世界一初戀2（2011年，OP原畫）
- 少年同盟 （2011年，原畫）
- 殭屍哪有那麼萌？（2012年，ED原畫）
- 光明之心 ～幸福的麵包～（2012年，原畫）
- 心連·情結（2012年，ED原畫）
- 就算是哥哥，有愛就沒問題了，對吧（2012年，原畫）
- 南家三姊妹 我回來了（2013年，分鏡）
- 人魚又上鉤（2013年，人物設定、總作畫監督）
- 魔界王子 devils and realist（2013年，人物設定、總作畫監督、原畫、OP&ED作畫監督）
- 元氣囝仔（2014年，作畫監督、原畫）
- 夜晚的小雙俠（2015年，ED作畫監督&原畫、原畫）
- 果然我的青春戀愛喜劇搞錯了。續（2015年，配角設定、總作畫監督）
- 魔物娘的同居日常（2015年，ED分鏡、演出、作畫監督、原畫）
- 干物妹！小埋（2015年，原畫）
- 雙星之陰陽師（2016年，人物設定、總作畫監督）
- 長騎美眉（2016年，ED分鏡、原畫）

2020年代
- 闇影詩章（2020年，作畫監督）

### OVA
- 飛越巔峰2（2004年－2006年，第2原畫、動畫）
- 怪物王女 （2010年，人物設定、作畫監督）
- 迷elle 她是男孩（2010年，人物設定）

## 相關項目
- 代代木動畫學院
- GAINAX
- 久保田誓
- 日本動畫師列表

## 腳註

## 外部連結
- （日語）－貞方希久子的官方個人部落格。
- 貞方希久子的X（前Twitter） （日語）